# Azusa Nakao
Azusa Nakao (仲尾 あづさ?, Nakao Azusa; Atsugi, 7 luglio 1972) è una doppiatrice giapponese.
Fra i personaggi da lei interpretati ci sono Sara nella serie Ima, soko ni iru boku, Anna Kazami in Ririka, SOS! e tre personaggi in Rossana: Alicia, Marine e la professoressa Miles.

## Ruoli interpretati

### Serie animate
- Fruits Basket (Madre di Momiji)
- Hunter × Hunter (serie 2011) (Zazan)
- Now and Then, Here and There (Sara Ringwalt)
- Ririka, SOS! (Anna Kazami)
- Rossana (Alicia)

### OVA
- Kenshin samurai vagabondo: Memorie del passato (Kasumi)

### Videogiochi
- Starsweep (Dr. J)